# Nadzy i martwi (film)
Nadzy i martwi – amerykański film wojenny z 1958 roku na podstawie powieści pod tym samym tytułem autorstwa Normana Mailera.

## Główne role
- Aldo Ray – sierżant Sam Croft
- Cliff Robertson – porucznik Robert Hearn
- Raymond Massey – gen. Cummings
- Lili St. Cyr – Willa Mae/Lily
- Barbara Nichols – Mildred Croft
- William Campbell – Brown
- Richard Jaeckel – Gallagher
- James Best – Rhidges
- Joey Bishop – Roth
- Jerry Paris – Goldstein
- Robert Gist – Red
- L.Q. Jones – Woodrow Woody Wilson
- Max Showalter – pułkownik Dalleson
- John Beradino – kapitan Mantelli

## Fabuła
Pacyfik, II wojna światowa. Oficerowie żyją w komfortowych warunkach z dobrym jedzeniem, piciem i kwaterami. Dla nich wojna jest tylko grą, wiedzą, że żołnierze są pionkami na planszy i że będą wygrywać. Kiedy kampania przebiega wolno, generał Cummings wysyła pluton zwiadu na odległą przełęcz górską, by przeprowadzić rozpoznanie sił japońskich. Oddziałem dowodzi Sam Croft – twardy, cyniczny sierżant, cieszący się z perspektywy samodzielnego dowodzenia. Tymczasem przed wyruszeniem, do oddziału dołącza nowy dowódca porucznik Hearn.